# Natália Kelly
Natália Kelly (Hartford, 1994. december 18. –) osztrák énekesnő, amerikai és brazil szülők gyermeke. Jelenleg az ausztriai Bad Vöslauban él. Ő képviselte Ausztriát a 2013-as Eurovíziós Dalfesztiválon Malmőben, a Shine című dallal. Natália Kelly 2013. február 15-én nyerte meg az Eurovíziós Dalfesztivál osztrák nemzeti döntőjét. Az elődöntőben 27 pontot gyűjtött, így a 14. helyezést érte el, és ezért nem sikerült bejutnia a döntőbe. Dalát Andreas Grass, Nikola Paryla és Alexander Kahr jegyezték, illetve maga az énekesnő. A Shine című dal a huszonhatodik helyen debütált az osztrák Ö3 rádiós lejátszási listán.
2011-ben Natália részt vett a The Voice osztrák verziójában, ahol lemezszerződést kötött Alexander Kahrral. Őt már korábbról ismerte, amikor 2005 és 2007 között az Universalnál egyengette a Gimme 5 nevű lánybanda útját, melynek tagja volt Natália is.

## Fordítás
- Ez a szócikk részben vagy egészben  a   Natália Kelly című angol Wikipédia-szócikk fordításán alapul.  Az eredeti cikk szerkesztőit annak laptörténete sorolja fel. Ez a jelzés csupán a megfogalmazás eredetét és a szerzői jogokat jelzi, nem szolgál a cikkben szereplő információk forrásmegjelöléseként.